# Léo Testut
Jean Léo Testut (Saint-Avit-Sénieur, 22 de marzo de 1849 - Burdeos, 16 de enero de 1925) fue un médico francés, profesor de anatomía, célebre por su obra Traité d´anatomie humaine (Tratado de anatomía humana), referencia en dicha disciplina.

## Datos biográficos
Hijo de don Juan Testut y María Deynat, comenzó sus estudios de medicina en Burdeos, que interrumpió por la guerra en 1870, y se incorporó en el ejército como ayudante-mayor, en el regimiento de los Móviles de Dordoña. Recibió la Medalla Militar de la Legión de Honor, que rechazó inicialmente, pero que luego aceptó como civil. Tras la guerra, se incorporó en 1878 a la Escuela de Medicina de Burdeos, y finalizó allí sus estudios con la presentación de la tesis de doctorado titulada: De la simetría en las afecciones de la piel. Estudio fisiológico y clínico sobre la similitud de las regiones homólogas y órganos pares. En reconocimiento de su trabajo, se le otorgó la medalla de plata de la Facultad de Medicina de París, la medalla de oro de la Academia de Ciencias Médicas de Burdeos y el Premio Godard de la Academia de Medicina.[cita requerida]
Se le nombró Jefe de Trabajos Anatómicos en la Facultad de Medicina de Burdeos, en 1878-1884, y en 1881, profesor agregado de la Facultad de Medicina de Burdeos. Continuó haciendo investigación de antropología en otras universidades, desde 1886. Fundó y dirigió la Revista de Historia Natural de Bourdeos del Sudeste, los Anales de Ciencias Naturales de Burdeos del Sudeste y la Revista Internacional de Anatomía y de Histología. Realizó más de 90 publicaciones en materia de anatomía, antropología e historia.[cita requerida]

## ElTraité d´anatomie humaine
Se considera uno de los tratados de anatomía más completos y mejor ilustrados que existen. La primera edición es de fines del siglo XIX. La octava edición, póstuma, la publicó en la década de 1920 su discípulo André Latarjet. La novena y última edición apareció en la década de 1950, finalizada por el hijo de este último, Michel Latarjet. La última reimpresión en español es de la década de 1980.

## Otras obras
- Testut, Jean Léo (1889). «Recherches anthropologiques sur le Squelette quaternaire de Chancelade» (PDF). Bulletin de la Societe d'Anthropologie de Lyon (en francés) (Lyon: Universitätsbibliothek Johann Christian Senckenberg) 8: 131-246. Consultado el 25 de enero de 2017.
- Atlas de disección por regiones, L. Testut, O. Jacob, H. Billet, 1921.
- Tratado de anatomía topográfica, L. Testut, O. Jacob, 1921.
- Les anomalies musculaires chez l'homme expliquées par l'anatomie comparée, leur importance en anthropologie, par le Dr L. Testut,... précédé d'une préface par M. le professeur Mathias Duval (Anomalías musculares en el ser humano, explicadas mediante anatomía comparada, su importancia en la antropología, del doctor L. Testut,... precedido por un prefacio del profesor Mathias Duval, 1884.